# الخالص
الخالص هي مدينة عراقية ومركز قضاء الخالص في شمال محافظة ديالى، في شرق العراق، وتبعد عن العاصمة بغداد حوالي 55 كيلومتراً، عدد سكانها 150 ألف نسمة وتعد من أهم المناطق في محافظة ديالى ويمر منها أحد أهم الطرق الاستراتيجية في العراق الذي يربط الوسط بالجنوب. وفيها الطريق الاستراتيجي بين بغداد وكركوك، وتوجد في القضاء بساتين للنخيل والحمضيات، ويعتبر حبيب الخيزران أول قائمقام للقضاء بعد تأسيس الدولة العراقية الحديثة سنة 1921.

## طبيعة السكان
جزء غير قليل من سكان مدينة الخالص من قبيلتي العزة والعبيد، وهما قبيلتان عربيتان يرجع أصولها إلى بني قحطان وهم يعتنقون الدين الإسلامي وكذلك تحوي الخالص على عشائر كثيرة وكبيرة مثل عشيرة البو مفرج والبيات وبنو سعد وبني تميم وبني ربيعة والخزرج والمراسمة والعنبكية وبعض السادة الحسينية والقيسية وشمر.
وللخالص اسمٌ ثانٍ وهو دلتاوه، وتُلفظ تيْلتاوة، أي القرية الغنية بثمارها.
ويوجد في قضاء الخالص مدينة أشرف والتي كانت سابقا تضم معسكرات خاصة لمنظمة مجاهدي خلق المعارضة للحكومة الإيرانية.

## الخالص مدينة الأدباء
إن مدخل هذه المدينة يبدأ من نقطة بيضاء مفادها لافتة مكتوبة في بداية القضاء موسومة بــمدينة الأدباء ترحب بكم، ولقّبت مدينة الخالص بمدينة الأدباء نسبة إلى عدد من الأدباء الذين أنجبتهم ومنهم اللغوي والمؤرخ الأستاذ مصطفى جواد ويعد من عباقرة اللغة العربية وموسوعة معارف في البلاغة والسير والأخبار والآثار، كان مؤرخا معروفا وله مصادر تاريخية موثوقة يرجع إليها الباحثين والمهتمين في شؤون التاريخ. فكانت حياته الثقافية حافلة بالإبداعات في البحث والتنقيب والتخصص في اللغة وتاريخها فألّف وحقق ما يثريها ويعمق من معرفتها والتمعن بها، باذلاً جهوده في الإحاطة بها وتدريسها لأكثر من خمس وأربعين سنة. وكان له برنامج مهم في التلفزيون العراقي بعنوان «قل ولا تقل». وله نصب تمثال نحاسي يقف شامخا في مدخل المدينة ليستقبل المارة وهو مشير بأصبعه، وسبق وإن رفع في زمن النظام السابق لكنه تم إعادته بعد سقوط النظام.[بحاجة لمصدر]
كذلك فيها العديد من الأدباء والشعراء والرساميين نذكر منهم، الأستاذ الأديب قيس عبد الكافي حسين وكتابه الفذ (أدب وأدباء الخالص في القرن العشرين). وفي قضاء الخالص تأسس مركز الخالص للثقافة والفنون ليشكل نقطة محورية في استقطاب المثقفين في هذه المدينة التي تعرف بمدينة الأدباء منذ عقود طويلة.[بحاجة لمصدر]

## أحياء مدينة الخالص
مساحة مدينة الخالص 2469 هكتاراً، وحدودها البلدية وفق تصميمها الأساسي لعام 2019 من الشمال حدودها قرية الدوجمة والناي ومن الجنوب قرية عرب شوكة والأسود ومن الغرب قرية الجديدة وسعدية الشط ومن الشرق قرية التحويلية.
| اسم الحي                | مساحته هكتاراً | سكانه |
| حي الغربية              | 179           | 7442  |
| حي الشرقية              | 483           | 7810  |
| حي عليبات               | 29            | 5608  |
| حي الخويلص              | 62            | 3409  |
| حي الغريرات             | 16            | 415   |
| حي الكوبات              | 120           | 1759  |
| حي العصري               | 283           | 7182  |
| حي العمال               | 58            | 6320  |
| حي المنطقة الصناعية     | 70            | 202   |
| حي الياخات              | 27            | 273   |
| حي الزهراء              | 115           | 6041  |
| حي العمارات             | 20            | 3602  |
| حي النور                | 449           | 1802  |
| حي الأمير               | 63            | 1920  |
| حي علي الهادي (البيادر) | 56            | 1851  |
| حي جديدة الأغوات        | 263           | 1930  |
| حي الحسين               | 176           | 9041  |

## مقاطعات ريف مركز قضاء الخالص
| المقاطعة ورقمها              | مساحتها | سكانها |
| سفيط 1                       | 26455   |        |
| الناي 78                     | 45574   |        |
| عليمات 75                    | 21599   |        |
| دوجمة وزنبور 74              | 6139    |        |
| الكوتي 42                    | 32858   |        |
| كشكين 49                     | 6096    |        |
| البوازيل 38                  | 6053    |        |
| بكر آغا الشمالية 71          | 23804   |        |
| بكر آغا الجنوبية 72          | 7023    |        |
| أبو تمر 73                   | 592     |        |
| جديدة العمية 35              | 6078    |        |
| المجدد والسيد 34             | 7573    |        |
| بساتين الجيزاني 55           | 404     |        |
| السعدية 43 و48               | 9848    |        |
| جديدة الأغوات 44 و45 و46 و47 | 6838    |        |
| السندية 51                   | 5447    |        |
| المهردار 24                  | 9623    |        |
| بساتين السندية 53            | 1520    |        |
| الأسود 8                     | 3945    |        |
| السباتي 59 و58               | 325     |        |
| الياخات 60                   | 439     |        |
| عليبات 63                    | 345     |        |
| عليبات 64                    | 373     |        |
| جيزاني الجول 54              | 4474    |        |
| الكوبات 62                   | 195     |        |
| الأسود 12                    | 452     |        |
| الدغارة 70                   | 5077    |        |
| كشكين وكصب 82                | 1830    |        |
| الخويلص 76                   | 975     |        |
| بساتين أبو نخل 31            | 144     |        |
| كشكين 69 و68 و67             | 718     |        |
| الأهالي 33                   | 186     |        |

## اشهر القرى في قضاء الخالص
- قرية الأسود
- قرية جديدة الاغوات
- قرية جديدة الشط (ناحية جديدة الشط حاليا)
- قرية منصورية الشط
- قرية منصورية الجبل (ناحية منصورية الجبل حاليا)
- قرية جيزاني الڇول
- قرية جيزاني الامام
- قرية كشكين الكبيرة
- قرية كشكين الصغيرة
- قرية ابو نخل
- قرية ابو تمر
- قرية سعدية الشط
- قرية السندية
- قرية زنبور
- قرية الناي
- قرية الدوجمة
- قرية الخويلص
- قرية العجيمي
- قرية سراجق
- قرية شروين
- قرية العنبكية
- قرية گصب
- قرية عرب شوكة
- قرية الچيايلة
- قرية البوبالي
- قرية الحديد
- قرية العامرية
- قرية الكوبات
- قرية التحويلة
- قرية الاهالي

## شخصيات خالصية
- مصطفى جواد مؤرخ.
- جواد مصطفى جواد مهندس نفط.
- عباس العزاوي مؤرخ.
- علي صالح السعدي وزير الداخلية عام 1963.
- إسماعيل العارف وزير التربية والمعارف في عهد عبد الكريم قاسم.
- عصام عبد علي وزير تعليم عالي سابق شاعر وكاتب.
- محمد الخالصي عالم دين وشيخ الإسلام.
- محمد جميل شلش شاعر عربي كبير.
- حبيب الخيزران من قادة ثورة العشرين.
- نوري المشعل قائد عسكري.
- طارق الحمداني مؤرخ.
- سعدون عبود الخفاجي قائد عسكري

## آثار مركز قضاء الخالص
| اسم الموقع             | القرية        | الدور التاريخي |
| الأبتر أو الأبيتر (تل) | أراضي الغرفة  | فرثي وإسلامي   |
| أبو جبيل (تل)          |               |                |
| أبو راسين (تل)         |               | إسلامي         |
| أبو ضباع (تل)          |               |                |
| الأحيمر (تل)           |               | إسلامي         |
| الأحيمر (تل)           | جيزاني الإمام | آشوري          |
| الأحيمر (تل)           |               | آشوري          |
| بايزيد (تل)            |               | إسلامي         |
| بليو (تل)              | أراضي الغرفة  | آشوري وإسلامي  |
| بنات الحسن (تلول)      | أراضي الغرفة  | إسلامي         |
| تالة (تل قبر)          | أراضي الغرفة  | إسلامي         |
| الجلداية (تل)          |               |                |
| الحديدي (تل)           |               | إسلامي         |
| خربالي (خربة)          |               | ساساني وإسلامي |
| خشوم الأزدة (تلول)     | أراضي الغرفة  | إسلامي         |
| الخوين (تلول)          | (خان الغرفة)  | إسلامي         |
| السوس (تلول)           |               | فرثي وإسلامي   |
| الصخر (تل)             | رقة البتيتة   | إسلامي         |
| الصوان (تل)            |               | آشوري          |
| طويل (تلول)            | أراضي الغرفة  | آشوري وإسلامي  |
| عبد اربيع (تلول)       | أراضي الغرفة  | إسلامي         |
| العزب أو الحصوة (خيط)  |               | فرثي وإسلامي   |
| غدير الحسون            | أراضي الغرفة  | إسلامي         |
| الغزال (تلول)          |               |                |

## من أهم المساجد
تحتوي الخالص على الكثير من الجوامع والمساجد ومنها:
- جامع الخالص الكبير.
- جامع الإمام علي الهادي تأسس سنة 1959
- جامع الخالص الصغير.
- جامع حذيفة بن اليمان.
- جامع ذو النورين.
- جامع عمر بن الخطاب (الخالص).
- جامع العزاوي.
- جامع الخويلص.
- جامع خضير النجم.
- جامع الشهيد جلال.
- جامع المصطفى.
- جامع الأهالي.
- جامع أبو نخل.
- جامع الفتاح - الأقصى.
- جامع سعد بن أبي وقاص.
- جامع الخالص - عتبات.
- جامع صريرات.
- جامع الهدى في قرية عودة الغوالبة

## مقالات ذات صلة
- تفجير الخالص 25 يوليو 2016
- العلامة مصطفى جواد.